# مارالنیک-۱
مارالنیک-۱ (به لاتین: Maralnik-1) یک منطقهٔ مسکونی در روسیه است که در جمهوری آلتای واقع شده‌است.